# Ronald W. Davis
Ronald Wayne Davis, detto Ron (Charleston, 17 luglio 1941), è un biochimico e genetista statunitense, docente di biochimica e genetica e direttore dello Stanford Genome Technology Center (Centro di Tecnologia Genomica di Stanford) presso l'Università di Stanford.
Davis è un ricercatore di biotecnologie e genetica molecolare, particolarmente attivo nello studio del genoma umano e del genoma di lievito e nello sviluppo di nuove tecnologie nel campo della genomica, con più di 30 brevetti nel campo delle biotecnologie.
Nel 2013 è stato detto di lui che "un sostanziale numero dei principali avanzamenti nel campo della genetica degli ultimi 20 anni può essere in qualche modo ricondotto a Davis”.

## Carriera scientifica
Dopo aver completato il dottorato alla Caltech e l'assegno di ricerca presso l'Università di Harward lavorando con Jim Watson, Davis nel 1972 si trasferì al Dipartimento di Biochimica dell'Università di Stanford. Nel 1980 divenne Professore Associato e successivamente Professore Ordinario,  nel 1990 ottenne l’incarico di professore presso il Dipartimento di Genetica. Nel 1994 fu nominato direttore dello Stanford Genome Technology Center (Centro di Tecnologia Genomica Stanford) e nel 1983 venne eletto membro della National Academy of Science (Accademia Nazionale delle Scienze).
Davis ha sviluppato la tecnica degli "R-loop", una tecnica di microscopia elettronica adoperata per mappare sequenze codificanti di RNA. Tale tecnica ha avuto un ruolo cruciale nella successiva scoperta del processo di splicing dell'RNA. Insieme a Janet E. Mertz, Davis è stato il primo a dimostrare l'impiego delle endonucleasi di restrizione per ottenere frammenti di DNA.
Davis ha inoltre collaborato allo sviluppo del primo microarray di DNA per lo studio del profilo di espressione genica insieme a Patrick O. Brown, e si è occupato della determinazione del primo profilo di espressione genica completo del genoma eucariote (Saccharomyces cerevisiae).
In collaborazione con David Botstein, Mark Skolnick, e Raymond L. White ha sviluppato la metodica per costruire una mappa dei geni associati, mediante l'analisi degli RFLP (Polimorfismi della Lunghezza dei Frammenti di Restrizione). Tali studi hanno avuto un ruolo di rilievo nell’ispirare il Progetto Genoma Umano.
Nel 1979 Davis e i suoi colleghi hanno presentato al NIH (National Institutes of Health-Istituti Nazionali della Sanità) un progetto per la mappatura del genoma umano, tale progetto è stato bocciato perché ritenuto troppo ambizioso. In seguito il Centro di Tecnologia Genomica di Stanford è stato coinvolto nel Progetto Genoma Umano che ebbe inizio nel 1990 e fu completato nel 2003.

## Premi e riconoscimenti
Nell'Ottobre del 2013 Davis è stato inserito dal "The Atlantic" nella lista dei più grandi innovatori ancora in attività: "un sostanziale numero dei principali avanzamenti nel campo della genetica degli ultimi 20 anni può essere in qualche modo ricondotto a Davis.
Dal 1976 al 2015 ha ricevuto da diverse istituzioni alcuni riconoscimenti per il suo contributo nel campo della ricerca genetica.
Nel 2015 gli è stato assegnato il Precision Medicine World Conference Luminary Award (Premio Luminare della Conferenza di Medicina Mondiale) per lo sviluppo della tecnica di microscopia elettronica "R-loop".
Nel 2013 ha ricevuto il Warren Alpert Foundation Prize (Premio della Fondazione Warren Alpert). Nel 2011 gli è stato conferito il Premio Gruber per la Genetica, per diversi traguardi raggiunti in campo scientifico, tra cui due articoli che costituiscono delle pietre miliari, uno pubblicato nel 1997 riguardante l'editing del genoma, il secondo pubblicato nel 1980 che "ha aiutato ad avviare il campo della genomica." Nel 2007 l'Istituto di Tecnologia della California (California Institute of Technology) gli ha assegnato il proprio premio per gli ex allievi illustri. Nel 2005 Davis ha ricevuto il Premio Dickson per la Medicina. Nel 2004 ha ricevuto il premio alla carriera (Lifetime Achievement Award) dalla Società Genetica Americana. Nel 1982 la National Academy of Sciences (NAS-Accademia Nazionale delle Scienze) gli ha attribuito il Premio NAS per la Biologia Molecolare. Infine nel 1976 ha ottenuto l'Eli Lilly Award per la Microbiologia e l'Immunologia.

## Open Medicine Foundation
Il Dr. Davis è il direttore del Comitato Scientifico dell'Open Medicine Foundation, un'organizzazione ((EIN# 26-4712664) no-profit 501(c)(3), il cui obiettivo è finanziare e iniziare la ricerca riguardante malattie croniche complesse. Attualmente la fondazione sta investendo nel progetto: “La fine della ME/CFS” (The End ME/CFS Project), il cui scopo è quello di accelerare la ricerca di una cura per l'Encefalomielite Mialgica/Sindrome da Fatica Cronica (ME/CFS)
Nell'Aprile del 2019 è stato raggiunto un risultato di notevole interesse nel campo della ricerca sulla ME/CFS: un test effettuato adoperando un campione di sangue costituito da (PBMC) incubate nel loro plasma. Tale test ha consentito di distinguere con un'accuratezza del 100% i pazienti affetti da ME/CFS dai soggetti sani, studiando un piccolo campione: 20 pazienti e 20 individui sani. Il test si avvale dell'impiego di un dispositivo biotecnologico chiamato "nanoneedle", messo a punto da Davis e il suo team.
"Il piccolo dispositivo che Davis e i suoi colleghi hanno creato era stato originariamente sviluppato per individuare variazioni nel segnale elettrico quando le cellule tumorali vengono esposte a diversi trattamenti, come descritto su Stat News.
Il dispositivo è stato adoperato per testare le cellule dei pazienti affetti da ME/CFS e in prima ipotesi si è rivelato utile per distinguere i pazienti dai soggetti sani.
Nei pazienti che presentano questa patologia si riscontra un deficit energetico e la necessità di tempi lunghi per poter recuperare le energie spese; "i ricercatori hanno deciso di mimare tale condizione stressando le cellule dei 20 controlli sani e dei 20 pazienti esponendoli ad incrementati livelli di sale."
Rahim Esfandyarpour, autore principale dell'articolo ha affermato: "Quando esse [le cellule dei pazienti con ME/CFS] affrontano questo nuovo ambiente, la loro reazione è differente da quella delle cellule sane."

## Famiglia
Nel luglio del 1969, Davis ha sposato Janet Dafoe. Nel 1983 è nato il loro primogenito Whitney Dafoe, e successivamente la loro figlia Ashley Davis. Circa 10 anni fa (2009) Whitney Dafoe ha contratto una forma severa di ME/CFS, passando da una vita attiva e in salute nella quale svolgeva il lavoro di fotografo ad una vita confinato in casa. Dal 2015 è costretto a letto dalla propria malattia, non è in grado di tollerare né suoni né luci e non è in grado di fare assolutamente nulla. A maggio del 2011, a causa di una riduzione della propria autonomia, Dafoe è tornato a casa. Sua madre ha ridotto le ore di lavoro come psicologa clinica a cinque ore alla settimana per potersi occupare a tempo pieno delle cure giornaliere di cui necessita il figlio, le cui funzioni vanno declinando sempre di più, mentre Davis prosegue la propria carriera di ricercatore e contemporaneamente aiuta nella cura quotidiana del figlio. La necessità di trovare una cura per Dafoe è il motivo per cui Davis ha orientato la propria ricerca medica e scientifica verso lo studio di questa patologia,  accantonando tutti i progetti che erano in corso prima che il figlio si ammalasse gravemente.